# Heterobemisia
Heterobemisia is een geslacht van halfvleugeligen (Hemiptera) uit de familie witte vliegen (Aleyrodidae), onderfamilie Aleyrodinae.
De wetenschappelijke naam van dit geslacht is voor het eerst geldig gepubliceerd door Takahashi in 1957. De typesoort is Heterobemisia alba.

## Soort
Heterobemisia omvat de volgende soort:
- Heterobemisia alba Takahashi, 1957